# Jean Forbes-Robertson
Jean Forbes-Robertson (Londres, 16 de marzo de 1905-ibídem, 24 de diciembre de 1962) fue una actriz teatral británica.
Procedente de una familia del teatro, su padre era Johnston Forbes-Robertson. Estudió en Heathfield y en 1921 hizo su primera aparición en escena con la compañía de su madre, la estadounidense Gertrude Elliott, actuando en Durban (Sudáfrica).
Tras una gira por la Commonwealth (1922-1924), debutó en Londres en marzo de 1925, interpretando el papel de Catalina Westcourt en Dancing Mothers. En 1926 Theodore Komisarjevsky la contrató para el papel de Sonia en la obra de Chejov El tío Vania. En este papel tuvo un gran éxito.
Sin embargo su consagración llegaría en el papel de Peter Pan, en el que crítica y público destacaron su dulzura y su temperamento dramático. El autor, James Barrie, le concedió la oportunidad de representar esta papel tanto como deseara y llegó a hacerlo ocho temporadas consecutivas.
También se distinguió como intérprete de Shakespeare. Representó los papeles de Jessica, Julieta, Puck y Viola.
Otras actuaciones destacadas fueron Tessa en La ninfa constante, Helen Pettigrew en La plaza de Berkeley,  Hedda Gabler, Rebecca West, y Kay en la obra de J.B. Priestley, El tiempo de los Conway.
Aunque disminuyó mucho su actividad a partir de 1946, participó en el Festival Pitlochry de 1952.
Además de teatro, intervino en cine, en las pelílculas The Brontes y Quality Street, ambas de 1947. En televisión participó en BBC Sunday-Night Theatre (1950).